# انویل (گروه موسیقی)
انویل (به انگلیسی: Anvil) نام یک گروه هوی/اسپید متال کانادایی است که از تاریخ ۱۹۷۸ در شهر تورنتو آغاز به فعالیت نمود. انویل را می‌توان بدون شک یک گروه اسطوره‌ای در تاریخ هوی متال نامید، گروهی که الهام بخش گروه‌های نامداری چون مگادث، انترکس، اسلیر و متالیکا بوده‌است. انویل تاکنون موفق به انتشار ۱۶ آلبوم شده‌است که آخرین آن‌ها با نام نیروی تخریبی عدالت در دهم مه ۲۰۱۱ با حمایت شرکت د اند رکوردز و تهیه‌کنندگی باب مارلت منتشر شده‌است.
در سال ۲۰۰۸، فیلم مستندی با عنوان انویل، داستان یک سندان بر طبق سرگذشت انویل ساخته شد، کارگردانی این اثر بر عهده نویسنده و فیلم‌نامه‌نویس بریتانیایی، ساشا گرواسی بود. در این فیلم اطلاعات جامع و کاملی از سرگذشت انویل در زمینه انتشار آثار و حضور گروه در فستیوال‌های مطرح و بزرگ گنجانده شده‌است. همچنین در این فیلم مصاحبه‌هایی با نوازندگانی همچون اسلش، لمی، تام آرایا و لارس اولریش به چشم می‌خورد.

## پیشینه
داستان شکل‌گیری ان‌ویل به سال ۱۹۷۳ بازمی‌گردد، زمانی که دو دوست همکلاسی، استیو و راب مشغول نواختن موسیقی در دبیرستانی در تورنتو بودند. با اضافه شدن دو عضو دیگر به نام‌های دیو الیسون و یان دیکسون به آن دو گروه شروع به فعالیت کرد، گروهی که در آن زمان عنوان لیپس را برای خود برگزیده بود. در ۱۹۸۱ گروه آلبوم کاملاً مستقلی را با عنوان هارد ان هوی منتشر کرد، زمان کمی پس از آن با عقد قرار داد با شرکت اتیک رکوردز، گروه نام خود را به انویل تغییر داد و آلبوم مستقل آن‌ها نیز با همکاری شرکت اتیک مجدداً منتشر شد. پس از انتشار آلبوم، استیو یک پیشنهاد قابل توجه از سوی لمی برای نوازندگی در موتورهد دریافت کرد، اما از آنجا که او خود را به انویل متعهد می‌دانست، این پیشنهاد را نپذیرفت.
۱۹۸۳، مدیر برنامه‌های اروسمیث و دستیارش، دیوید کربس و پائول اونیل، با انویل قراردادی را امضا کردند، پس از آن شزکت اتیک را از انتشار آلبوم انویل مرخص کردند تا بدین گونه بتوانند برای انتشار آلبوم‌های انویل با شرکت‌های نشر بزرگتری قرارداد بندند. اما پس از زمان کوتاهی، کربس از پاسخ به تلفن سرباز می‌زند و با هیچ شرکت نشر بزرگی نیز قراردادی امضا نمی‌کند، بدین رو او مدیریت برنامه‌های انویل خلع می‌شود.
بعد از خلع دیوید کربس از مدیریت، گروه آزاد بود تا خود به دنبال یک شرکت نشر مناسب بگردد. در سال ۱۹۸۷ آن‌ها موفق به عقدر قرارداد با شرکت نشر آمریکایی متال بلید رکوردز می‌شوند و حاصل این قرارداد انتشار سه آلبوم می‌شود. آلبوم قدرت استیل اولین این سه‌گانه است که به موفقیت چشم‌گیری هم دست می‌یابد، قرارگرفتن آلبوم در جدول ۲۰۰ تای برتر بیلبورد از این جمله است. پس از متال بلید، گروه سراغ یک شرکت مستقل کانادایی به نام مکسیموم می‌رود و تا سال ۱۹۹۶ با این شرکت قرارداد می‌بندد. در ۱۹۹۶، انویل برای انتشار آثارش با دو شرکت هیپنوتیک رکوردز در کانادا و مسکر رکوردز در آلمان قرارداد می‌بندد. با همکاری این دو شرکت، انویل چندین آلبوم را منتشر می‌کند تا اینکه در سال ۲۰۰۱ آلبوم قدرت به میزان زیاد توسط انویل منتشر می‌شود، آلبومی که نام گروه را دوباره بر سر زبان‌ها می‌اندازد.

### داستان یک سندان
سال ۲۰۰۶، انویل کریس سنگرایدز را که پیش از این نیز با گروه همکاری کرده بود را به عنوان تولیدکننده استخدام می‌کند و در سال ۲۰۰۷ سیزدهمین آلبوم خود را با عنوان سیزدهمین را با ۱۳ آهنگ منتشر می‌کند. آلبومی که ابتدا به صورت مستقل منتشر شد اما در سال ۲۰۰۹ وی‌اچ۱ کلاسیک نیز آن را دوباره منتشر می‌کند. سال ۲۰۰۸، ساشا گرواسی، ژورنالیست و فیلم‌نامه‌نویس بریتانیایی اقدام به ساخت فیلمی بر اساس داستان گروه می‌کند، فیلمی با عنوان انویل، داستان یک سندان. این فیلم با موفقیت چشمگیری روبرو می‌شود و نام انویل را دوباره بر سر زبان‌ها می‌اندازد. مجله رولین استون از این فیلم به عنوان تحسین برانگیزترین مستند سال یاد کرده‌است.
۲۰۰۹ نیز یک ناشر انگلیسی به نام بنتام پرس اقدام به انتشار کتابی با عنوان انویل، داستان یک سندان نمود. این کتاب با نویسندگی کودلاو و رینر و با مقدمه‌ای که اسلش آن را نوشت به زیر چاپ رفت.
سال ۲۰۱۰ انویل شروع به برگزاری یک تور بزرگ در اروپا می‌کند، کشورهایی چون انگلستان، اسپانیا، آلمان، اسپانیا، سوئیس، بلژیک، فنلاند و سوئد میزبان انویل در آن تور بودند و در اکثر موارد بلیط‌های اجراها در همان لحظات اول نایاب می‌شدند. ده مه ۲۰۱۱، انویل آلبوم نیروی تخریبی عدالت را منتشر کرد، آلبومی که در استودیویی در کالیفرنیا ضبط شده بود.

## آلبوم شناسی
- هارد ان هوی (۱۹۸۱)
- متال آن متال (۱۹۸۲)
- گداخته در آتش (۱۹۸۳)
- پشت مومی[۸] (۱۹۸۵)
- قدرت استیل (۱۹۸۷)
- ضربه‌ای برای کوبیدن[۹] (۱۹۸۸)
- بهای بار سنگین (۱۹۹۲)
- وصل شده تا ابد (۱۹۹۶)
- مطلقاً بدون چاره (۱۹۹۷)
- سرعت صوت (۱۹۹۹)
- منتخبی از انویل (۲۰۰۰)
- قدرت به مقدار زیاد (۲۰۰۱)
- همچنان پر توان (۲۰۰۲)
- بازگشت به ارزش‌ها (۲۰۰۴)
- سیزدهمین (۲۰۰۷، پخش مستقل) (۲۰۰۹، پخش توسط وی‌اچ۱ کلاسیک)
- نیروی تخریبی عدالت (۲۰۱۱)

## اعضا

### اعضای فعلی
- استیو «لیپس» کادلاو - گیتار، خواننده اصلی
- راب رینر - درامز
- گلن گیورفی - گیتار بیس، خواننده

### اعضای پیشین
- دیو الیسون - گیتار، خواننده
- یان دیکسون - گیتار بیس
- سباستین مارینو - گیتار
- مایک دانکن - گیتار بیس
- ایوان هورد - گیتار